# Amsterdam University College
Het Amsterdam University College (AUC) is een openbaar liberal arts college, gevestigd aan de rand van het Amsterdam Science Park in het oostelijk deel van Amsterdam (Watergraafsmeer). Er staan ongeveer 900 studenten ingeschreven uit meer dan  60 landen, waaronder Nederland. Al het onderwijs wordt gegeven in het Engels.
Het college werd gesticht in 2009 als een gezamenlijk initiatief van de Vrije Universiteit Amsterdam en de Universiteit van Amsterdam en heeft een zwaartepunt in de bètawetenschappen. Hoewel het AUC zijn eigen campus heeft, kunnen de studenten ook faciliteiten gebruiken van de beide moederuniversiteiten. Het college is er één in een recente reeks van universiteitscolleges in Nederland, waarmee in dit land liberal arts-opleidingen naar Amerikaans model zijn geïntroduceerd. Deze term verwijst naar bredere academische curricula, die minder strikt vakmatig, beroepsmatig of technisch georiënteerd zijn.
Het AUC biedt een driejarige bachelor Liberal Arts and Sciences, een studieprogramma in de sociale wetenschappen, de geesteswetenschappen of de exacte wetenschappen. De studenten krijgen hiermee een brede academische oriëntatie, die als basis dient voor verdere specialisatie. Tijdens de opleiding kunnen zij zelf accenten aanbrengen en ten dele hun eigen studieprogramma samenstellen. Het AUC legt verder de nadruk op de 'academische kern', een ondersteunend deelprogramma, dat een groot deel van het curriculum uitmaakt.

## Gebouw
Het gebouw van het AUC, in 2012 opgeleverd, is een ontwerp van Mecanoo-architecten in Delft. Het omvat 5.800 m² aan klaslokalen, een bibliotheek, restaurant, common room (woonkamer), projectkamers, vergaderzalen en werkplekken. In 2013 won het de Amsterdamse Architectuur Prijs (Gouden A.A.P.).

## Studieprogramma
AUC biedt een driejarig studieprogramma in drie brede majors: de exacte wetenschappen, sociale wetenschappen en geesteswetenschappen. In het academisch jaar 2013/2014 konden studenten kiezen uit ongeveer 200 vakken, verdeeld over acht gebieden in de exacte wetenschappen, negen in de sociale wetenschappen, zeven in de geesteswetenschappen, en de academische kern. Als onderdeel van de interdisciplinaire oriëntatie van AUC moeten studenten 'tracks' volgen in ten minste twee gebieden binnen hun major. Interdisciplinariteit wordt ook benadrukt door de thema's van AUC, die vakgebieden over majors heen met elkaar verbinden.
Amsterdam University College focust op het ontwikkelen van een sterke academische kern, waar academisch schrijven en statistiek onder valt, maar ook andere vakken zoals logica of 'Big Questions', die verplicht zijn voor studenten van alle majors. Bovendien wordt aangeraden om een vreemde taal te leren. In 2013/14 waren de aangeboden talen: Arabisch, Nederlands, Frans, Duits en Spaans.
Het AUC heeft zich geprofileerd als een "science college" en legt bijzondere nadruk op de natuurwetenschappen. In 2013/14 werden cursussen aangeboden in acht "tracks": informatiewetenschappen, wiskunde, natuurkunde, aard- en milieuwetenschappen, scheikunde, biologie, biomedische wetenschappen, en gezondheid. Hoewel tijdens de eerste jaren minder dan 35% van de studenten uiteindelijk afstudeerde, wordt verwacht dat dit aandeel in de toekomst zal stijgen tot 50%.
Hoewel docenten voor veel kern- en inleidende vakken rechtstreeks bij AUC in dienst zijn, doet de universiteit voor de meeste docenten een beroep op haar moederinstellingen.
Afgestudeerden ontvangen een gezamenlijke graad van de Universiteit van Amsterdam en de Vrije Universiteit; een Bachelor of Arts in de sociale of geesteswetenschappen of een Bachelor of Science in de exacte wetenschappen. Studenten die afstuderen met een cumulatief GPA van 3,0 of hoger ontvangen een honours graad. Cum laude graden worden toegekend voor het afstuderen met een GPA van 3,5 of hoger, en summa cum laude graden voor een 3,9 of hoger.

## Bestuur
Oprichtend decaan en eerste rector van het College in 2009 was Marijke van der Wende, die in functie bleef tot 1 januari 2015.

## Verwante artikelen
- Liberal arts college